# Brandenburg-klassen
Brandenburg-klassen (eller Type 123) blev bestilt i juni 1989. Klassen er tiltænkt rollen som antiubådsfregat, men er også i stand til at deltage i luftforsvar samt overfladeoperationer. Skibene er de første i Deutsche Marine som er bygget med henblik på stealth. Skibene er ved at undergå en større opgradering, og får blandt andet tilføjet en VDS, udskiftet sine Sea Sparrows med Evolved Sea Sparrows. Desuden udskifter man Exocet antiskibsmissilerne med svenske RBS 15 Mk. 3 antiskibsmissiler, da den franske leverandør har besluttet at indstille vedligeholdelsen af disse aldrende missiler.
Alle skibene i klassen er navngivet efter tyske del- og fristater og tilhører 2. Fregattengeschwader (2. Fregateskadre) i Wilhelmshaven.
| Pennant | Navn                   | Kølen lagt        | Søsat            | Indgået           | Navngivet af | Skæbne     | Kaldesignal |
| ------- | ---------------------- | ----------------- | ---------------- | ----------------- | ------------ | ---------- | ----------- |
| F215    | Brandenburg            | 11. februar 1992  | 28. august 1992  | 14. oktober 1994  | -            | I tjeneste | DRAH        |
| F216    | Schleswig-Holstein     | 1. juli 1993      | 8. juni 1994     | 24. november 1994 | -            | I tjeneste | DRAI        |
| F217    | Bayern                 | 16. december 1993 | 30. juni 1994    | 15. juni 1996     | -            | I tjeneste | DRAJ        |
| F218    | Mecklenburg-Vorpommern | 23. november 1993 | 23. februar 1995 | 1. december 1996  | -            | I tjeneste | DRAH        |

## Eksterne links
- Wikimedia Commons har flere filer relateret til Brandenburg-klassen
- Deutsche Marine: Brandenburg-klassen (tysk)
- Naval-technology: Brandenburg-klassen (engelsk)